# Hypomyces cervinigenus
Hypomyces cervinigenus ist eine Pilzart aus der Familie der Krustenkugelpilzverwandten. Der parasitische Schlauchpilz wächst auf Lorcheln (Helvella) in Europa und Nordamerika. 

## Beschreibung
H. cervinigenus hat weiße bis blass ockerfarbene Perithecien mit wachsartiger Textur. Die Ascosporen sind zweizellig, zartwandig und weniger als 25 µm lang.

## Taxonomie
H. cervinigenus wurde 1971 von Clark Rogerson und Horace Simms erstmals beschrieben. Das Typus-Exemplar wurde im Pierce County (Washington) gesammelt, wo der Pilz auf Stiel und Hut dessen wuchs, was als Fruchtkörper von Helvella lacunosa identifiziert wurde. Die Anamorphe Form des Pilzes ist als Mycogone cervina bekannt.:317